# Junot Díaz
Junot Díaz (* 31. prosince 1968 Santo Domingo, Dominikánská republika) je spisovatel a profesor americko-dominikánského původu. Za svůj román Krátký, leč divuplný život Oscara Wajda získal v roce 2008 Pulitzerovu cenu. Český literární časopis A2 zařadil tento román mezi nejlepší světové prózy po roce 2000.

## Život a kariéra
Junot Díaz se narodil roku 1968 ve Villa Juana poblíž Santa Dominga v Dominikánské republice. Je třetím z pěti dětí. Dětství prožil s matkou a prarodiči, zatímco jeho otec pracoval ve Spojených státech. V šesti letech společně se zbytkem rodiny za otcem emigroval a dospívání prožil v New Jersey. Oproti svým sourozencům měl problémy s osvojením angličtiny, proto byl přesunut do speciální třídy. V učení angličtiny mu pomohly časté návštěvy knihoven a obliba literatury.
Na univerzitě Rutgers University-New Brunswick vystudoval v roce 1992 angličtinu. Po dokončení studií pracoval v univerzitním nakladatelství. V této době vytvořil částečně autobiografickou postavu Juniora, který se stal hlavní postavou jeho budoucích knih Drown a A v tu chvíli je po lásce (This Is How You Lose Her). Původně měl být Junior hlavní postavou šesti nebo sedmi autorových knih. Magisterský titul získal na Cornellově univerzitě.
Díaz učí kreativní psaní na univerzitě MIT (Massachusettský technologický institut) a je spoluzakladatelem spisovatelské organizace Voices of Our Nations Art Foundation, která dává prostor spisovatelům barevné pleti. Od roku 2010 je členem komise Pulitzerovy ceny, která vybírá vítěze a finalisty ocenění.

## Téma sexuálního obtěžování
V eseji s názvem The Silence (Mlčení) uveřejněné v New Yorkeru Díaz přiznal, že trauma sexuálního zneužívání, kterým si prošla jeho postava, je založeno na jeho osobní zkušenosti se znásilněním, když mu bylo osm let. „Když mi bylo osm let, byl jsem znásilněn. Dospělým, kterému jsem důvěřoval. Poté, co mě znásilnil, mi řekl, abych se vrátil druhý den, jinak budu ‚mít průšvih‘. A protože jsem byl vystrašený a zmatený, druhý den jsem se vrátil a byl opět znásilněný. Nikomu jsem nikdy neřekl, co se stalo, ale dnes to říkám vám. A všem, kdo jsou ochotní poslouchat,“ popsal svou zkušenost v eseji.
Sám Díaz byl ze sexuálního obtěžování také obviněn. Pár měsíců po uveřejnění eseje o vlastních zkušenostech obvinila Díaze Zinzi Clemmonsová, spisovatelka a bývalá Díazova studentka, z toho, že se ji snažil násilně donutit k polibku. Poté se přihlásily další ženy s podobnými zkušenostmi. Díaz jejich obvinění odmítl.
Po obvinění Díaz opustil svou pozici v komisi Pulitzerovy ceny. Následné vyšetřování MIT ani vyšetřování komise Pulitzerovy ceny žádné důkazy o sexuálním obtěžování nenašlo. Díaz se do komise vrátil opět v dubnu 2019.

## Dílo
Spojujícím tématem děl Junota Díaze je přistěhovalectví a dvojí životní zkušenost vystěhovalce.
- 1996: Drown – soubor povídek
- 2007: Krátký, leč divuplný život Oscara Wajda (The Brief Wondrous Life of Oscar Wao)
- 2012: A v tu chvíli je po lásce (This Is How You Lose Her)
- 2018: Islandborn – knížka pro děti